# マービン・バグリー3世
マービン・バグリー3世（Marvin Bagley III, 1999年3月14日 - ）は、アメリカ合衆国アリゾナ州テンピ出身のプロバスケットボール選手。NBAのワシントン・ウィザーズに所属している。ポジションはパワーフォワードまたはセンター。

## 経歴

### カレッジ
デューク大学に1年間所属し、2018年のNBAドラフトにアーリーエントリーを表明。ディアンドレ・エイトンに次ぐ全体2位という高評価を受けサクラメント・キングスから指名された。

### サクラメント・キングス
2018-19シーズン、2018年10月17日の開幕戦となるユタ・ジャズ戦でNBAデビューを果たし、12分の出場で6得点、5リバウンドを記録した。2日後ニューオーリンズ・ペリカンズ戦で19得点、8リバウンド、3アシスト、3ブロックを記録したが、チームは129-149で敗れた。2019年2月10日のフェニックス・サンズで自身初の30得点以上となる32得点を記録した。このシーズンはネマニャ・ビエリツァの控えとして62試合（先発4試合）に平均25.3分の出場で、14.9得点、7.6リバウンド、1.0ブロックなどを記録し、NBAオールルーキーチーム（1st）を受賞した（新人王はルカ・ドンチッチ）。
2019-20シーズンは開幕戦で右手親指を骨折し、6週間欠場した。2019年12月26日のミネソタ・ティンバーウルブズ戦で左足の捻挫により途中退場し、その後多くの試合を欠場した。シーズン中断で練習中の2020年7月19日に右足を捻挫したことにより、バブルでのシーディングゲームには出場できなかった。このシーズンは13試合（先発6試合）に平均25.7分の出場で、14.2得点、7.5リバウンド、0.9ブロックなどを記録した。
2020-21シーズン、2021年3月15日のシャーロット・ホーネッツ戦で第4中手骨を骨折して途中退場し、6週間欠場した。2021年5月9日のオクラホマシティ・サンダー戦で右股関節を痛め、シーズン最後の4試合を欠場した。このシーズンは43試合（先発42試合）に平均25.9分の出場で、14.1得点、7.4リバウンド、0.5ブロックなどを記録した。
2021-22シーズンは開幕からローテーションを外され、ヘッドコーチのルーク・ウォルトンとの確執も表面化。ベンチからの出場を拒否するなどチームとの関係も悪化し、フェニックス・サンズやデトロイト・ピストンズなどへのトレードの噂が浮上した。その後、11月23日にウォルトンが解任されてからは再びローテーションに入り、積極的に起用されるようになったが、チーム状況は好転せず、12月にはバディ・ヒールドと共に再びトレードの噂が浮上した。

### デトロイト・ピストンズ

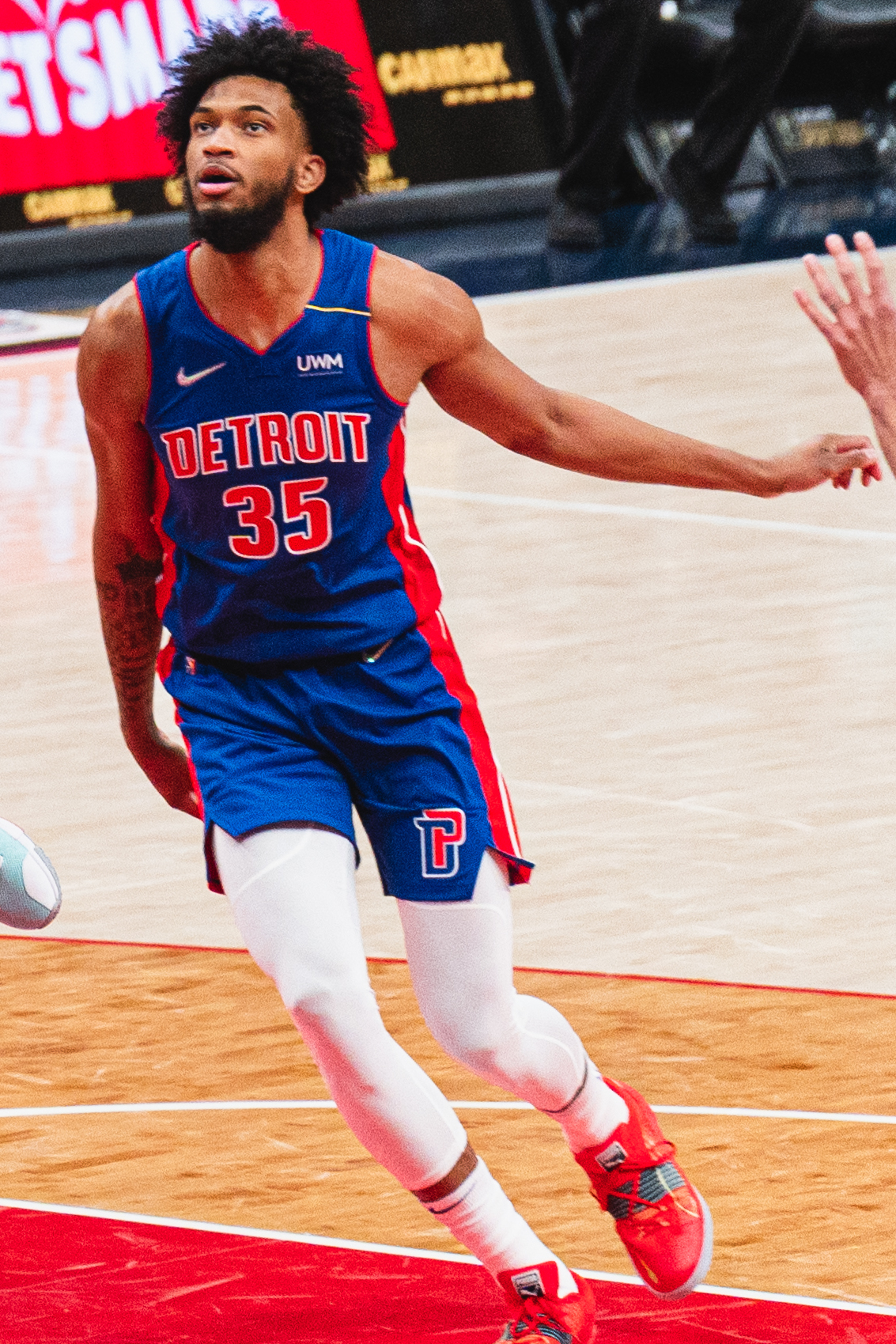
デトロイト・ピストンズでのバグリー（2022年）

2022年2月10日に4チームが絡むトレードでデトロイト・ピストンズへ移籍した。
7月6日にピストンズとの3年総額3,750万ドルの再契約に合意した。

### ワシントン・ウィザーズ
2024年1月14日にダニーロ・ガリナリ、マイク・マスカラとのトレードで、アイザイア・リバース、2つのドラフト2巡目指名権と共にワシントン・ウィザーズへ移籍した。

### メンフィス・グリズリーズ
2025年2月6日にマーカス・スマートが絡む3チーム間のトレードで、ジョニー・デイビス、2028年のドラフト2巡目指名権と共にメンフィス・グリズリーズへ移籍した。

## 個人成績

### NBA

#### レギュラーシーズン
| シーズン | チーム | GP  | GS  | MPG  | FG%  | 3P%  | FT%  | RPG | APG | SPG | BPG | PPG  |
| -------- | ------ | --- | --- | ---- | ---- | ---- | ---- | --- | --- | --- | --- | ---- |
| 2018–19  | SAC    | 62  | 4   | 25.3 | .504 | .313 | .691 | 7.6 | 1.0 | .5  | 1.0 | 14.9 |
| 2019–20  | SAC    | 13  | 6   | 25.7 | .467 | .182 | .806 | 7.5 | .8  | .5  | .9  | 14.2 |
| 2020–21  | SAC    | 43  | 42  | 25.9 | .504 | .343 | .575 | 7.4 | 1.0 | .5  | .5  | 14.1 |
| 2021–22  | SAC    | 30  | 17  | 21.9 | .463 | .242 | .745 | 7.2 | .6  | .3  | .4  | 9.3  |
| 2021–22  | DET    | 18  | 8   | 27.2 | .555 | .229 | .593 | 6.8 | 1.1 | .7  | .4  | 14.6 |
| 2022–23  | DET    | 42  | 25  | 23.6 | .529 | .288 | .750 | 6.4 | .9  | .5  | .7  | 12.0 |
| 2023–24  | DET    | 26  | 10  | 18.4 | .591 | .167 | .820 | 4.5 | 1.0 | .2  | .5  | 10.2 |
| 2023–24  | WAS    | 24  | 15  | 24.0 | .581 | .471 | .708 | 8.1 | 1.2 | .6  | .8  | 13.3 |
| 2024–25  | WAS    | 19  | 1   | 8.7  | .535 | .200 | .652 | 2.9 | .4  | .4  | .3  | 4.4  |
| 2024–25  | MEM    | 12  | 1   | 8.3  | .486 | .111 | .667 | 2.3 | .3  | .2  | .3  | 3.6  |
| 通算     | 通算   | 289 | 129 | 22.4 | .518 | .290 | .690 | 6.5 | .9  | .4  | .6  | 12.0 |

#### プレーオフ
| シーズン | チーム | GP | GS | MPG  | FG%  | 3P%   | FT% | RPG | APG | SPG | BPG | PPG |
| -------- | ------ | -- | -- | ---- | ---- | ----- | --- | --- | --- | --- | --- | --- |
| 2025     | MEM    | 2  | 0  | 14.0 | .889 | 1.000 | --- | 3.0 | .0  | 1.0 | .5  | 8.5 |
| 通算     | 通算   | 2  | 0  | 14.0 | .889 | 1.000 | --- | 3.0 | .0  | 1.0 | .5  | 8.5 |

### カレッジ
| シーズン | チーム   | GP | GS | MPG  | FG%  | 3P%  | FT%  | RPG  | APG | SPG | BPG | PPG  |
| -------- | -------- | -- | -- | ---- | ---- | ---- | ---- | ---- | --- | --- | --- | ---- |
| 2017–18  | デューク | 33 | 32 | 33.9 | .614 | .397 | .627 | 11.1 | 1.5 | .8  | .9  | 21.0 |